# The Angus Drive EP
The Angus Drive EP is een ep van Avril Lavigne. Het is de eerste ep van Lavigne en bevat in totaal vier nummers; de totale duur ervan is ongeveer vijftien minuten. De ep werd op 1 mei 2003 uitgebracht en omvat enkele liedjes van haar studioalbum Let Go.

## Nummers
1. "Sk8er Boi" - 3:24[1]
2. "Unwanted" - 3:42[1]
3. "Losing Grip" - 3:51[1]
4. "Complicated" - 4:01[1]